# Ron Pope

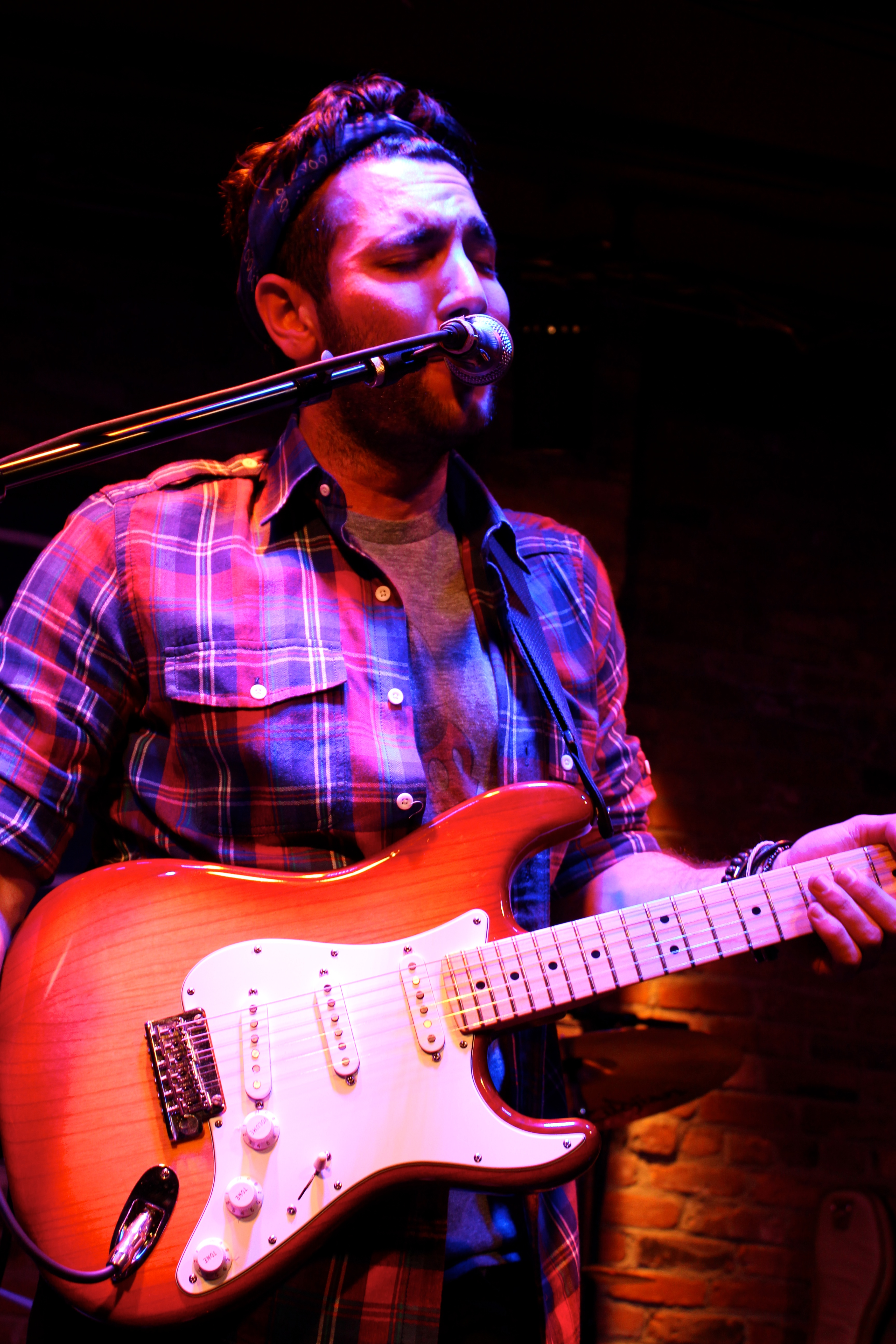

Ronald Michael "Ron" Pope (nacido el 23 de julio de 1983) es un cantante estadounidense de pop y de rock; también es compositor. Se crio en Marietta, Georgia, Estados Unidos. En 2005 escribió el éxito de internet "A drop in the ocean" con Zach Berkman, lo que llevó a Pope a seguir una carrera como solista.

## Inicios y carrera musical
Pope se crio en Marietta, Atlanta. Allí asistió a la "East Cobb Middle School" y "Joseph Wheeler High School". Comenzó a tocar la guitarra a una edad temprana y se hizo más notable con el talento en la escuela secundaria donde formó varias bandas.
Después de la secundaria, asistió a la "Rutgers University" por dos años para jugar al béisbol. Después de una lesión que puso fin a su carrera, en 2003 se trasladó a la "New York University" para dedicarse a su otra pasión, la música. Después de unirse a un grupo de compañeros compositores, encontró a sus amigos y futuros compañeros de la banda, Zach Berkman y Paul Hammer. A partir de ahí, crearon "The District" con Chris Kienel, Will Santa Moría y Mike Clifford. Tras el éxito como banda de la universidad, la banda viajó a América durante dos años y grabó tres discos: "the District", "the District Does Christmas",y  "Last Call". En diciembre de 2010, "The District" se reunió para grabar "Wellfleet".
En marzo de 2008, Pope actuó en Total Request Live de MTV. De forma independiente, escribió, produjo y publicó cuatro álbumes de larga duración: "Daylight (2008)", "The Bedroom Demos (2009)", "Goodbye, Goodnight (2009)" y "Hello, Love (2009)".
En mayo de 2009, Pope firmó un contrato de grabación de un año con la discográfica "https://es.wikipedia.org/wiki/Universal_Republic_Records", con quien lanzó dos singles, "A drop in the ocean" y "I Believe". Ha producido su música de forma independiente, escribiendo y produciendo cinco álbumes más.
En el año de 2005 lanzó A drop in the ocean según fuentes cercanas a Pope el acababa de entrar en una relación amorosa y decidió hacer una canción para ella fue confirmada, como sencillo en UK.

## Actuaciones en TV
Pope actuó en el programa https://es.wikipedia.org/wiki/Total_Request_Live de https://es.wikipedia.org/wiki/MTV en marzo de 2008. Ha tenido dos canciones en el programa https://es.wikipedia.org/wiki/So_You_Think_You_Can_Dance de la https://es.wikipedia.org/wiki/Fox_Broadcasting_Company tanto en Canadá como en los EE. UU. Él apareció en el estreno de la tercera temporada de https://es.wikipedia.org/wiki/The_Vampire_Diaries_(serie_de_televisión) en la cadena https://es.wikipedia.org/wiki/The_CW_Television_Network. "A drop in the ocean", se llevó a cabo en el programa de televisión del Reino Unido "Made in Chelsea", y también en la cuarta temporada de "https://es.wikipedia.org/wiki/90210".

## Discografía
| Álbum                                 | Año  |
| ------------------------------------- | ---- |
| Last call                             | 2007 |
| Daylight                              | 2008 |
| The bedroom demos                     | 2009 |
| Goodbye, goodnight                    | 2009 |
| Hello, love                           | 2009 |
| The new England sessions              | 2010 |
| Ron Pope Live & Unplugged in New York | 2010 |
| Whatever it takes                     | 2011 |
| Atlanta                               | 2012 |
| Monster                               | 2012 |
| Calling Off The Dogs                  | 2014 |